# Julius Muhr

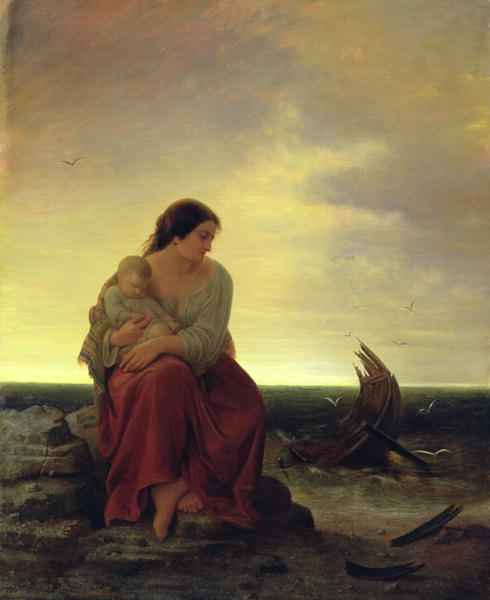
Żona rybaka opłakująca go nad brzegiem morza

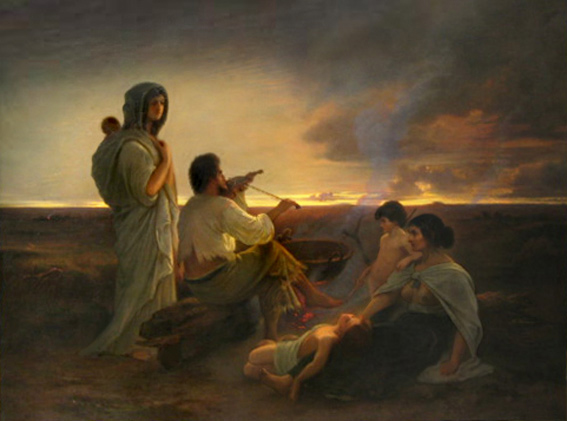
Rodzina cygańska na puszcie

Julius Muhr (ur. 21 czerwca 1819 w Pszczynie, zm. 9 lutego 1865 w Monachium) – malarz niemiecki.
Pochodził z zasymilowanej żydowskiej rodziny kupieckiej. Wcześnie rozpoczął studia w Akademii Sztuk Pięknych w Berlinie. Od roku 1838 kontynuował studia w Akademii Sztuk Pięknych w Monachium pod kierunkiem Petera von Corneliusa. W roku 1847 otrzymał wraz z Michaelem Echterem zlecenie od Wilhelma von Kaulbacha na wykonanie malarstwa ściennego w budynku Nowego Muzeum (Neues Museum) w Berlinie na podstawie kartonów Kaulbacha. Praca zajęła im 8 lat.
W latach 1852–1858 spędzał miesiące zimowe przeważnie w Rzymie, tam stworzył obraz „Kazanie w Kaplicy Sykstyńskiej” do którego pozowało mu kilku dostojników watykańskich.
W roku 1859 przeniósł się z Berlina do Monachium, gdzie przyjął chrzest (ojcem chrzestnym był Paul Heyse), by móc poślubić pannę Mathilde von Colomb wyznania ewangelickiego. Zajął się malarstwem historycznym i rodzajowym.
Wtedy powstały m.in. obrazy:
- „Uczta u królowej Joanny Aragońskiej“ (1859)
- „Muzykujący mnisi“ (1860)
- „Odpoczynek zakonnic“ (1860)
- „Hiob“ (1861)
- „Bachantka“ (1862)
- „Chata rybacka koło Sorrento“ (1863)
- „Wschód księżyca“ (1864)
- „Dziewczyna z Ischii“ (1864)

Zajmował się też malarstwem portretowym. M.in. stworzył portret kolekcjonera dzieł sztuki i mecenasa artystów Atanazego Raczyńskiego.